# دادگاه تجدیدنظر نیویورک
دادگاه تجدیدنظر نیویورک (به انگلیسی: New York Court of Appeals) بلندپایه‌ترین دادگاه در ایالت نیویورک است. دادگاه تجدیدنظر متشکل از هفت قاضی است:قاضی ارشد و شش قاضی دستیار که توسط فرماندار نیویورک برای مدت ۱۴ سال تعیین می‌شوند. قاضی ارشد دادگاه تجدیدنظر همچنین اداره سیستم دادگاه ایالتی را به عهده دارد و به همین ترتیب نیز به عنوان قاضی ارشد ایالت نیویورک شناخته می‌شود. دادگاه ۱۸۴۲ کاخ دادگستری که به سبک نئوکلاسیک است  که در مرکز ایالت نیویورک و در آلبانی واقع شده‌است.